# Пиетиля Хольмнер, Мария
Мария Пиетиля Хольмнер (швед. Maria Pietilä Holmner, род. 25 июля 1986 года, Умео) — шведская горнолыжница, шестикратный призёр чемпионатов мира (четыре раза в командном первенстве и по разу в слаломе и гигантском слаломе). Специалистка слаломных дисциплин.
В Кубке мира Пиетиля Хольмнер дебютировала в 2002 году, в ноябре 2008 года первый раз попала в тройку лучших на этапе Кубка мира в слаломе. Лучшим достижением Пиетиля Хольмнер в общем зачёте Кубка мира является 7-е место в сезоне 2013/14.
На Олимпиаде-2006 в Турине стала 21-й в слаломе и 10-й в гигантском слаломе.
На Олимпиаде-2010 в Ванкувере стартовала в двух дисциплинах: гигантский слалом — 24-е место, слалом — 4-е место (0,32 сек проигрыша третьему месту).
За свою карьеру участвовала в пяти чемпионатах мира, на которых завоевала четыре награды.
В конце ноября 2010 года выиграла свой первый в карьере этап Кубка мира, победив в слаломе в американском Аспене. Интересно, что Мария показала лучшее время в обеих попытках слалома.
Использует лыжи и ботинки производства фирмы Rossignol.

## Победы на этапах Кубка мира (3)
| № | Сезон   | Дата        | Место  | Дисциплина          |
| - | ------- | ----------- | ------ | ------------------- |
| 1 | 2010/11 | 28 ноя 2010 | Аспен  | Слалом              |
| 2 | 2010/11 | 2 янв 2011  | Мюнхен | Параллельный слалом |
| 3 | 2014/15 | 13 дек 2014 | Оре    | Слалом (2)          |